# Ebo contrastus
Espèce
Ebo contrastus est une espèce d'araignées aranéomorphes de la famille des Philodromidae.

## Distribution
Cette espèce est endémique de Floride aux États-Unis,.

## Publication originale
- Sauer & Platnick, 1972 : The crab spider genus Ebo (Araneida: Thomisidae) in the United States and Canada. The Canadian Entomologist, vol. 104, p. 35-60.